# Liste der finnischen Botschafter in Italien
Liste der finnischen Botschafter in Italien.
| Ernennung Akkreditierung | Name                     | Bemerkungen      | ernannt von             | Akkreditierung während der Regierungszeit von | Posten verlassen |
| ------------------------ | ------------------------ | ---------------- | ----------------------- | --------------------------------------------- | ---------------- |
| 27. Juni 1920            | Herman Gummerus          |                  | Kaarlo Juho Ståhlberg   | Francesco Saverio Nitti                       | 1925             |
| 1925                     | Rolf Thesleff            | (* 1878; † 1938) | Lauri Kristian Relander | Benito Mussolini                              | 1930             |
| 1931                     | Pontus Artti             |                  | Pehr Evind Svinhufvud   | Benito Mussolini                              | 1936             |
| 1936                     | Rafael Erich             | [ 1 ]            | Pehr Evind Svinhufvud   | Benito Mussolini                              | 1938             |
| 1938                     | Eero Järnefelt           |                  | Kyösti Kallio           | Benito Mussolini                              | 1940             |
| 1940                     | Onni Talas               | (* 1877; † 1958) | Risto Ryti              | Benito Mussolini                              | 1944             |
| 1947                     | Harri Holma              |                  | Juho Kusti Paasikivi    | Ferruccio Parri                               | 1953             |
| 1954                     | Asko Ivalo               |                  | Juho Kusti Paasikivi    | Amintore Fanfani                              | 1961             |
| 1961                     | Torsten Oskar Vahervuori | [ 2 ]            | Urho Kekkonen           | Fernando Tambroni                             | 1968             |
| 1968                     | Leo Tuominen             |                  | Urho Kekkonen           | Giovanni Leone                                | 1969             |
| 1970                     | Jorma Vanamo             |                  | Urho Kekkonen           | Emilio Colombo                                | 1975             |
| 1975                     | Taneli Kekkonen          |                  | Urho Kekkonen           | Aldo Moro                                     | 1980             |
| 1980                     | Paul Jyrkänkallio        |                  | Urho Kekkonen           | Francesco Cossiga                             | 1985             |
| 1985                     | Eeva-Kristiina Forsman   |                  | Mauno Koivisto          | Bettino Craxi                                 | 1990             |
| 1990                     | Ossi Sunell              |                  | Mauno Koivisto          | Giulio Andreotti                              | 1993             |
| 1993                     | Matti Häkkänen           |                  | Mauno Koivisto          | Carlo Azeglio Ciampi                          | 1997             |
| 1997                     | Dieter Vitzthum          |                  | Martti Ahtisaari        | Romano Prodi                                  | 2003             |
| 2003                     | Alec Aalto               |                  | Tarja Halonen           | Silvio Berlusconi                             | 2006             |
| 2006                     | Pauli Mäkelä             |                  | Tarja Halonen           | Romano Prodi                                  | 2010             |